# Thảm sát Inn Din
Vụ thảm sát Inn Din là vụ quân đội Myanmar và những người dân địa phương vũ trang Rakhine thảm sát tập thể người Rohingya ở làng Inn Din, bang Rakhine, Myanmar vào ngày 2 tháng 9 năm 2017. Các nạn nhân bị chính quyền cáo buộc là thành viên của Quân đội cứu thế Arakan Rohingya (ARSA). Đây là trường hợp đầu tiên mà lực lượng an ninh của Myanmar thừa nhận giết người chứ không được xử theo luật pháp trong các "chiến dịch dọn sạch" của họ trong khu vực.

## Trước đó
Sau cuộc tấn công của ARSA vào ngày 25 tháng 8 năm 2017, một đội quân khoảng 80 binh lính Miến Điện đã tới Inn Din vào ngày 27 tháng 8 để tuyển mộ dân làng địa phương Rakhine theo đạo Phật vì "an ninh địa phương". Các thành viên của Tatmadaw (lực lượng vũ trang), Cảnh sát Biên phòng (BGP) và cộng đồng người Rakhine địa phương bắt đầu đốt nhà người Rohingya, trong khi vẫn giữ các nhà Rakhine khác nguyên vẹn. Sự phá hủy trong Inn Din đã được xác nhận bằng chứng từ vệ tinh thu được trước và sau ngày 28 tháng 8. Hàng trăm người dân Rohingya chạy trốn từ làng phía tây của Inn Din đến những ngọn núi ở phía đông, nhiều người có ý định trốn thoát đến các trại tị nạn ở Bangladesh.

## Thảm sát
Vào ngày 1 tháng 9, nhiều người trong làng đã trốn ở vùng núi bắt đầu đi xuống các bãi biển của Inn Din để tìm thức ăn. Những người lính vũ trang và các thành viên bán quân sự đến và giam giữ mười người đàn ông ở bãi biển, họ bị cáo buộc là thành viên của ARSA. Theo các nhân chứng địa phương Rakhine, những người này đã được chuyển đến trường làng vào khoảng 5 giờ chiều, chụp ảnh, cho thay quần áo, và cho ăn bữa ăn cuối cùng của họ. Sáng hôm sau, ngày 2 tháng 9, những người đàn ông được quân đội chụp hình một lần nữa, lúc đang quì xuống đất. Sau đó, họ được đưa lên một ngọn đồi và bị lính bắn vào đầu. Soe Chay, một người lính đã nghỉ hưu và người địa phương được cho là đã giúp đào hầm mộ, nói với thông tấn xã Reuters rằng mỗi nạn nhân bị bắn 2-3 lần. Theo Chay, một số nạn nhân đã sống sót và gây ra tiếng động trong khi bị chôn sống, khiến một nhóm bán quân sự địa phương chém họ chết bằng mã tấu.

## Điều tra quân đội
Qua một bài đăng trên Facebook của Đại tướng Min Aung Hlaing, Tatmadaw (lực lượng vũ trang) thông báo họ sẽ điều tra các tường thuật về một ngôi mộ tập thể ở làng Inn Din. Vào ngày 10 tháng 1 năm 2018, quân đội phát hành những phát hiện của họ trong cuộc điều tra thông qua một bài đăng trên Facebook thứ hai của Min Aung Hlaing. Bài báo nói rằng thực sự có một ngôi mộ lớn ở làng Inn Din có thi thể của người Rohingya, nhưng không có vụ thảm sát nào xảy ra và những người trong ngôi mộ là "những kẻ khủng bố Bengali" mà binh lính đã giam giữ trong nghĩa trang làng. Theo bài viết, những người Rohingya trong ngôi mộ đã bị lực lượng an ninh hành quyết vào ngày 2 tháng 9 năm 2017, sau khi họ được xác định là "khủng bố Bengali". Đây là lần đầu tiên quân đội chấp nhận trách nhiệm đối với các vụ giết người gây ra trong "hoạt động lảm sạch" của họ trong khu vực.
Một tuyên bố thay mặt cho quân đội đã được Min Aung Hlaing đăng lên trang Facebook của mình vào ngày 10 tháng 4 năm 2018, thông báo rằng bảy binh sĩ đã bị kết tội giết người vì sự tham gia của họ trong các vụ hành quyết. Họ đã bị kết án "10 năm tù giam với công việc nặng nhọc ở một vùng hẻo lánh." 

## Bắt giam các phóng viên Reuters

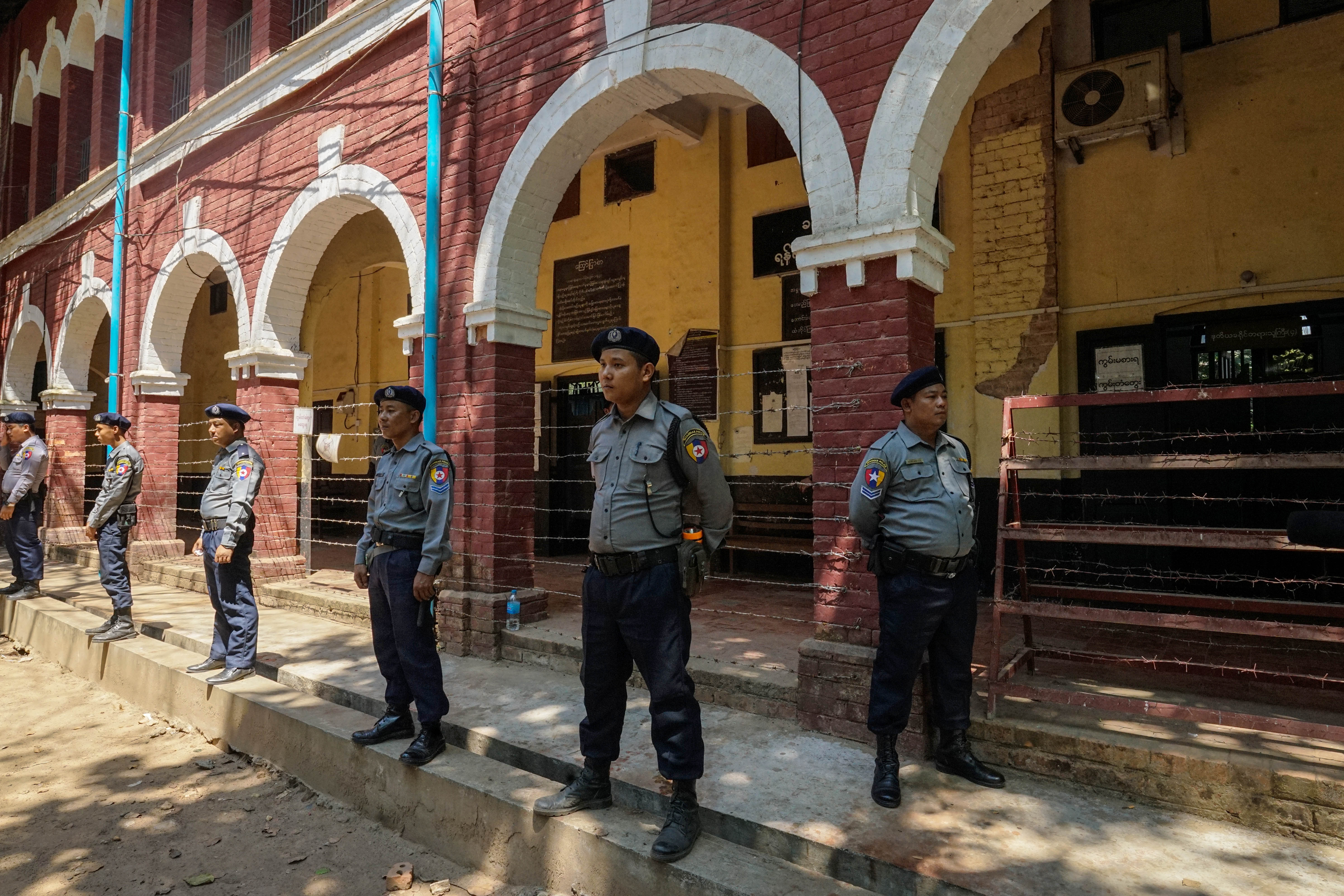
Các nhân viên cảnh sát Myanmar canh gác bên ngoài tòa án ở Insein Township trong vụ án Wa Lone và Kyaw Soe Oo.

Ngày 12/12/2017, các thành viên lực lượng cảnh sát Myanmar đã bắt các nhà báo Reuters Wa Lone và Kyaw Soe Oo tại một nhà hàng ở Yangon sau khi mời họ tới đó ăn tối. Hai nhà báo đã độc lập điều tra ngôi mộ tập thể được tìm thấy trong Inn Din trước khi bị bắt.
Theo các nhà báo, họ ngay lập tức bị bắt sau khi các cảnh sát viên trình bày giấy tờ, những người mà họ chưa từng gặp trước đây. Cảnh sát không nhắc đến cuộc gặp mặt tại nhà hàng trong các thông cáo báo chí của họ, nói rằng các nhà báo đã bị bắt ở ngoại ô Yangon. Cả hai người này bị buộc tội sở hữu tài liệu được phân loại vi phạm Đạo luật bí mật chính thức từ thời thuộc địa, mà có thể bị kết án 14 năm tù giam. Reuters kêu gọi trả tự do cho họ ngay lập tức, nhấn mạnh rằng họ đã bị bắt vì cuộc điều tra của họ. Sau phiên xét xử cuối cùng của tòa án về vụ kiện của họ vào ngày 8 tháng 2 năm 2018, Reuters đã công bố tất cả những phát hiện trong cuộc điều tra của các phóng viên.
Cảnh sát trưởng Myanmar Moe Yan Naing, người bị bắt vì vi phạm Đạo luật kỷ luật cảnh sát Myanmar trong cùng ngày các phóng viên bị bắt, làm chứng với tư cách là nhân chứng của công tố ngày 20/4/2018 là ông và các nhân viên cảnh sát khác bị cấp trên ra lệnh lừa các nhà báo bằng cách cung cấp cho họ "tài liệu bí mật" tại nhà hàng nơi họ đã đồng ý gặp hai cảnh sát viên. Ông cũng nói rằng ông và các sĩ quan khác đã bị đe dọa cho vào tù bởi các cấp trên của họ nếu họ không thực hiện các vụ bắt giữ. Một phát ngôn viên của cảnh sát sau đó nhận xét rằng Naing "nói dựa trên cảm xúc của chính mình" và rằng lời khai của ông "không thể được coi là đúng". Gia đình Naing bị đuổi khỏi nhà ở của cảnh sát vào ngày 21 tháng 4 năm 2018  và Naing bị kết án một năm tù vào ngày 29 tháng 4 năm 2018 vì vi phạm Đạo luật Kỷ luật Cảnh sát.
Vào ngày 2 tháng 5 năm 2018, một thẩm phán cho rằng lời khai của Naing đáng tin cậy và bác bỏ một yêu cầu từ công tố viên để phân loại ông là một nhân chứng thù địch. Naing được phép cung cấp thêm thông tin một tuần sau đó vào ngày 9 tháng 5 năm 2018, làm chứng tại tòa án rằng cảnh sát trưởng Ko Ko Ko đã dàn xếp kế hoạch lừa đảo Wa Lone và Kyaw Soe Oo và đe dọa Naing và các đồng nghiệp của ông sẽ bị bắt giam nếu họ không "tóm được Wa Lone". Trong lời khai của mình, Naing nói với quan tòa giám sát các thủ tục tố tụng, "Tôi biết cảnh sát trưởng tướng Ko Ko đã ra lệnh cho hạ sĩ cảnh sát Naing Lin đưa cho Wa Lone tài liệu liên quan đến các hoạt động tiền tuyến của chúng tôi để bắt ông ta." Một phát ngôn viên của cảnh sát sau đó nhận xét rằng tướng Ko Ko Ko "không có lý do gì để làm một điều như vậy", và hạ sĩ Naing Lin sau đó phủ nhận rằng những mệnh lệnh đó được trao cho anh ta.
Tòa án buộc tội hai nhà báo giữ các tài liệu bí mật của nhà nước vi phạm Đạo luật bí mật nhà nước vào ngày 9 tháng 7 năm 2018, đưa vụ việc ra xét xử sau một thời gian điều trần sơ bộ kéo dài sáu tháng. Cả hai đã không nhận tội và thề sẽ chứng minh sự vô tội của họ. Vào ngày 3 tháng 9 năm 2018, hai nhà báo đã bị tòa án kết tội và bị kết án bảy năm tù giam, khiến một số thành viên của cộng đồng quốc tế lên án, trong đó có đại sứ Hoa Kỳ tại Myanmar, người đã gọi quyết định "gây rắc rối sâu sắc" và đại sứ Anh, người nói rằng Vương quốc Anh và Liên minh châu Âu "cực kỳ thất vọng" bởi phán xét và rằng thẩm phán trong vụ án "bỏ qua bằng chứng và luật Myanmar".

## Phản ứng của chính phủ
Trước khi Reuters công bố, phát ngôn viên chính phủ Myanmar, Zaw Htay, đã trả lời cáo buộc các vụ ngược đãi tại Inn Din bằng cách nói rằng chính phủ sẽ điều tra nếu có "bằng chứng chính đáng và đáng tin cậy". Sau khi công bố được phát hành, Zaw Htay đã thông báo rằng chính phủ sẽ thực hiện "các hành động theo luật" chống lại các thủ phạm của vụ thảm sát, nhưng lưu ý rằng đó không phải là một phản hồi cho sự công bố [ Chính quyền Miến Điện sau đó đã điều tra viên quản trị làng Rakhine, người đã nói chuyện với Reuters. Văn phòng Tổng thống Myanmar công bố vào ngày 13 tháng 2 năm 2018 rằng 16 nghi phạm đã bị giam giữ liên quan đến vụ thảm sát. Trong số đó có bốn sĩ quan quân đội, ba binh sĩ Tatmadaw, ba cảnh sát viên và sáu dân làng. Bảy trong số những kẻ tình nghi sau đó bị kết tội giết người.
Nikki Haley, đại sứ Hoa Kỳ tại Liên Hợp Quốc, đã nói chuyện với Hội đồng Bảo an LHQ vào ngày 13/2/2018, cho là việc chính phủ Myanmar từ chối không có vụ thảm sát là "lố bịch" và những hạn chế về việc đi lại ở bang Rakhine là một hành động cố ý để "ngăn ngừa không tới được một tổ chức có thể làm chứng cho tội ác các lực lượng an ninh của họ ". Haley cũng kêu gọi thả hai phóng viên Reuters bị cho là bị giam giữ vì bài viết của họ về vụ thảm sát.  Sau khi cáo buộc hai nhà báo Reuters được đưa ra tòa, Đại sứ quán Mỹ tại Yangon bày tỏ sự thất vọng, thúc giục chính quyền "cho phép các nhà báo quay trở lại công việc và gia đình" và cho quyết định đó "một trở ngại cho tự do báo chí và luật pháp ở Myanmar ".